# بوب بريغز
بوب بريغز (بالإنجليزية: Bob Briggs)‏ هو لاعب كرة قدم أمريكية أمريكي، ولد في 28 أبريل 1945، وتوفي في 5 مايو 1997.

## وصلات خارجية
- بوب بريغز على موقع مرجع كرة القدم المحترفة.كوم (الإنجليزية)